# Avon-la-Pèze
Avon-la-Pèze é uma comuna francesa na região administrativa de Grande Leste, no departamento de Aube. Estende-se por uma área de 12,7 km². Em 2010 a comuna tinha 197 habitantes (densidade: 15,5 hab./km²).